# Stadiumi Niko Dovana
Stadiumi Niko Dovana – wielofunkcyjny stadion w Durrës, w Albanii. Rozgrywa na nim mecze klub Teuta Durrës. W 1990 przyjął imię b. bramkarza Teuty Durrës - Niko Dovany. Stadion może pomieścić 12 000 osób.